# Wiesław Sobierajski
Wiesław Stanisław Sobierajski (ur. 24 stycznia 1913, zm. 23 października 1986) – polski matematyk, dyplomata. 

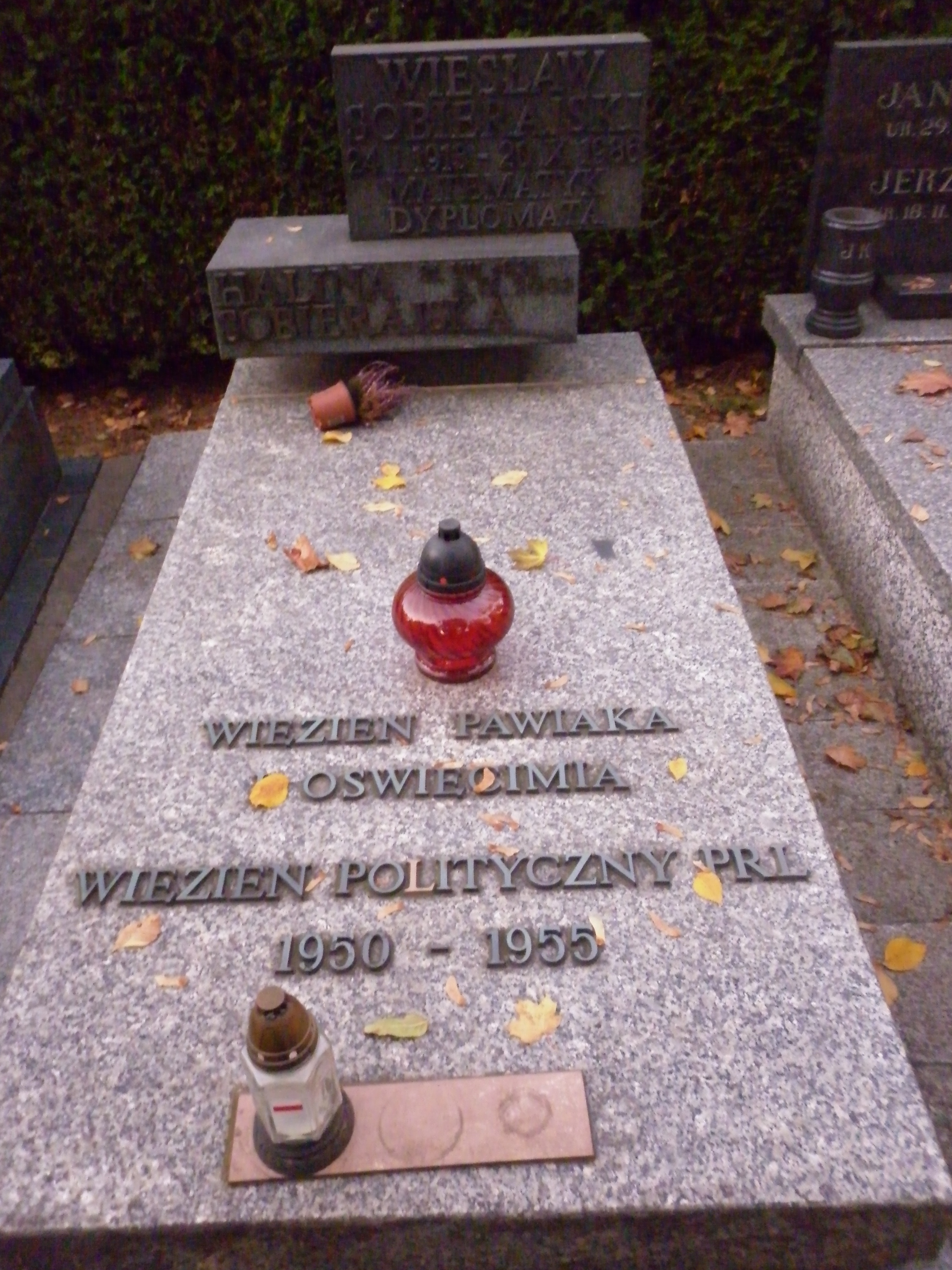
Nagrobek Wiesława i Haliny Sobierajskich na Cmentarzu Wojskowym na Powązkach

## Życiorys
Podczas II wojny światowej był więziony przez Niemców na Pawiaku i w obozie Auschwitz-Birkenau. Po wojnie wstąpił o służby w Ministerstwie Spraw Zagranicznych Polski Ludowej. Członek Komitetu Partyjnego PZPR w MSZ w 1949. Został członkiem powołanego w 1945 Komitetu Słowiańskiego w Polsce. W 1947 pełnił funkcję naczelnika Wydziału Południowo-Wschodniego w MSZ. Później aresztowany był więźniem politycznym od 1950 do 1955. Był ambasadorem PRL w Rumunii od 26 kwietnia 1963 do 13 lutego 1968.
Zmarł 23 października 1986. Został pochowany na Cmentarzu Wojskowym na Powązkach (kwatera B 3-1-3).

## Odznaczenia
- Krzyż Kawalerski Orderu Odrodzenia Polski (19 lipca 1946)[5],
- Krzyż Komandorski Orderu Lwa Białego (Czechosłowacja, 1947)[6].
- Krzyż Komandorski Orderu Narodowego Zasługi (Bułgaria, 1946)[7]